# 愛知調理専門学校
愛知調理専門学校（あいちちょうりせんもんがっこう）は、愛知県名古屋市北区上飯田西町にある学校法人名古屋技芸学園による私立の専修学校。

## 沿革
- 1951年（昭和26年）10月2日 - 設立母体である学校法人名古屋技芸学園が設立される[1]。
- 1976年（昭和51年）4月1日 - 愛知調理専門学校が設立される[1]。

## 所在地
- 名古屋市北区上飯田西町3丁目46番地[1]

## 設置学科
- 調理専攻科[1]

## アクセス
- 名鉄小牧線・名古屋市営地下鉄上飯田線 上飯田駅1番出口より徒歩で約1分[2]。
- 名古屋市営バス：上飯田バスターミナルより徒歩で約3分[2]。